# Saison 2023-2024 de la LHJMQ
Saison précédente Saison suivante
La saison 2023-2024 est la 55e saison de hockey sur glace de la LHJMQ. La saison régulière voit dix-huit équipes jouer soixante-huit matchs chacune. La saison régulière débute le 22 septembre 2023 et se termine le 23 mars 2024 pour laisser place aux séries éliminatoires. Débutée sous le nom Ligue de hockey junior majeur du Québec, la saison se termine sous l'appellation de Ligue de hockey junior Maritimes Québec. 

## Participants
| Titan Drakkar Armada Eagles Islanders Saguenéens Voltigeurs Olympiques Mooseheads Wildcats Remparts Océanic Huskies Sea Dogs Cataractes Phœnix Foreurs Tigres |

| Équipe                          | Ville         | Patinoire                           | Capacité |
| ------------------------------- | ------------- | ----------------------------------- | -------- |
| Titan d'Acadie-Bathurst         | Bathurst      | Centre régional K.C. Irving         | 3 524    |
| Drakkar de Baie-Comeau          | Baie-Comeau   | Centre Henry-Leonard                | 3 042    |
| Armada de Blainville-Boisbriand | Boisbriand    | Centre d'Excellence Sports Rousseau | 3 300    |
| Eagles du Cap-Breton            | Sydney        | Centre 200                          | 5 000    |
| Islanders de Charlottetown      | Charlottetown | Eastlink Centre                     | 3 718    |
| Saguenéens de Chicoutimi        | Saguenay      | Centre Georges-Vézina               | 4 724    |
| Voltigeurs de Drummondville     | Drummondville | Centre Marcel-Dionne                | 4 000    |
| Olympiques de Gatineau          | Gatineau      | Centre Slush Puppie                 | 4 000    |
| Mooseheads d'Halifax            | Halifax       | Scotiabank Centre                   | 10 595   |
| Wildcats de Moncton             | Moncton       | Centre Avenir                       | 8 800    |
| Remparts de Québec              | Québec        | Centre Vidéotron                    | 18 259   |
| Océanic de Rimouski             | Rimouski      | Colisée Financière Sun Life         | 5 062    |
| Huskies de Rouyn-Noranda        | Rouyn-Noranda | Aréna Glencore                      | 3 700    |
| Sea Dogs de Saint-Jean          | Saint-Jean    | TD Station                          | 6 488    |
| Cataractes de Shawinigan        | Shawinigan    | Centre Gervais Auto                 | 5 195    |
| Phœnix de Sherbrooke            | Sherbrooke    | Palais des sports Léopold-Drolet    | 3 918    |
| Foreurs de Val-d'Or             | Val-d'Or      | Centre Agnico Eagle                 | 3 753    |
| Tigres de Victoriaville         | Victoriaville | Colisée Desjardins                  | 3 420    |

## Contexte
La saison débute le 22 septembre 2023, où quatorze équipe vont disputer une rencontre. Pour augmenter la fréquentation du public à la patinoire et aussi permettre aux joueurs de mieux se concentrer sur leur étude, 88% des matchs ont lieu entre le jeudi et le dimanche. Une pause est prévue du 17 décembre 2023 au 27 décembre 2023. Le dernier jour du championnat est fixé le 23 mars 2024.

## Saison régulière

### Classement
Les divisions Ouest et Centre forment l'association Ouest et les divisions Est et Maritimes l'association Est. Les 16 meilleures équipes de la ligue sont qualifiées pour les séries ; les équipes championnes de division sont classées au deux premières places des associations.
| Clt | Équipe                          | Division | PJ | V  | D  | DP | DF | BP  | BC  | Pts |
| --- | ------------------------------- | -------- | -- | -- | -- | -- | -- | --- | --- | --- |
| 2   | Voltigeurs de Drummondville     | Centre   | 68 | 48 | 14 | 5  | 1  | 306 | 183 | 102 |
| 3   | Huskies de Rouyn-Noranda        | Ouest    | 68 | 47 | 15 | 1  | 5  | 301 | 192 | 100 |
| 5   | Tigres de Victoriaville         | Centre   | 68 | 43 | 20 | 4  | 1  | 263 | 218 | 91  |
| 10  | Phœnix de Sherbrooke            | Centre   | 68 | 32 | 30 | 1  | 5  | 215 | 239 | 70  |
| 11  | Armada de Blainville-Boisbriand | Ouest    | 68 | 31 | 31 | 4  | 2  | 214 | 230 | 68  |
| 13  | Cataractes de Shawinigan        | Centre   | 68 | 30 | 34 | 3  | 1  | 195 | 215 | 64  |
| 14  | Olympiques de Gatineau          | Ouest    | 68 | 25 | 31 | 6  | 6  | 213 | 268 | 62  |
| 18  | Foreurs de Val-d'Or             | Ouest    | 68 | 15 | 48 | 3  | 2  | 173 | 319 | 35  |

| Clt | Équipe                     | Division  | PJ | V  | D  | DP | DF | BP  | BC  | Pts |
| --- | -------------------------- | --------- | -- | -- | -- | -- | -- | --- | --- | --- |
| 1   | Drakkar de Baie-Comeau     | Est       | 68 | 53 | 12 | 2  | 1  | 290 | 163 | 109 |
| 4   | Mooseheads d'Halifax       | Maritimes | 68 | 42 | 18 | 7  | 1  | 227 | 184 | 92  |
| 6   | Wildcats de Moncton        | Maritimes | 68 | 38 | 23 | 7  | 1  | 227 | 184 | 83  |
| 7   | Eagles du Cap-Breton       | Maritimes | 68 | 39 | 26 | 1  | 2  | 216 | 194 | 81  |
| 8   | Océanic de Rimouski        | Est       | 68 | 37 | 26 | 5  | 0  | 250 | 236 | 79  |
| 9   | Saguenéens de Chicoutimi   | Est       | 68 | 35 | 25 | 4  | 4  | 247 | 229 | 78  |
| 12  | Titan d'Acadie-Bathurst    | Maritimes | 68 | 30 | 31 | 3  | 4  | 227 | 243 | 67  |
| 15  | Islanders de Charlottetown | Maritimes | 68 | 26 | 34 | 6  | 2  | 208 | 267 | 60  |
| 16  | Sea Dogs de Saint-Jean     | Maritimes | 68 | 20 | 39 | 5  | 4  | 185 | 293 | 49  |
| 17  | Remparts de Québec         | Est       | 68 | 21 | 41 | 5  | 1  | 165 | 265 | 48  |

- En gras et en italique : champion de la saison régulière
- En gras : champion de division
- En italique : qualifié pour les séries éliminatoires

## Séries éliminatoires
Le trophée Gilles-Courteau est remis à la meilleure équipe de la Ligue de hockey junior majeur du Québec. Seize équipes participent aux séries éliminatoires.
Les séries sont jouées au meilleur des sept matchs et sont organisées en fonction du classement général de la saison régulière. L'avantage de la glace est également déterminée par ce classement :
- Les 16 meilleures équipes sont qualifiées.
- Dans chaque association, les deux premières équipes sont les vainqueurs de division ; les six autres équipes sont ensuite classée selon leur nombre de points.

Au premier et au deuxième tour, les équipes s'affrontent dans leur association en fonction de leur classement.  
- Au premier tour, la meilleure équipe rencontre la moins bien classées, la deuxième joue contre l'avant-dernière, la troisième contre la sixième et la quatrième contre la cinquième. Si moins de huit équipes sont qualifiées dans une association, la ou les dernières équipes de l'autre association y sont incorporées.
- Au deuxième tour, la meilleure affronte la moins bien classée, les deux suivantes se rencontrent.

Au troisième tour, les associations ne sont plus prises en compte et les quatre équipes se rencontrent en fonction du classement. La finale oppose les deux vainqueurs. L'équipe qui remporte la finale est qualifiée pour la Coupe Memorial.
Les Voltigeurs de Drummondville remportent le trophée Gilles-Courteau, le deuxième de leur histoire, et sont qualifiés pour représenter la LHJMQ à la Coupe Memorial 2024.
|  | Huitièmes de finale   | Huitièmes de finale             | Huitièmes de finale   | Huitièmes de finale         |    |                             | Quarts de finale  | Quarts de finale  | Quarts de finale  | Quarts de finale  |  |  | Demi-finales         | Demi-finales         | Demi-finales         | Demi-finales         |  |  | Finale         | Finale         | Finale         | Finale         |
|  |                       |                                 |                       |                             |    |                             |                   |                   |                   |                   |  |  |                      |                      |                      |                      |  |  |                |                |                |                |
|  | du 29 mars au 3 avril | du 29 mars au 3 avril           | du 29 mars au 3 avril | du 29 mars au 3 avril       |    |                             | du 12 au 17 avril | du 12 au 17 avril | du 12 au 17 avril | du 12 au 17 avril |  |  | du 25 avril au 2 mai | du 25 avril au 2 mai | du 25 avril au 2 mai | du 25 avril au 2 mai |  |  | du 9 au 14 mai | du 9 au 14 mai | du 9 au 14 mai | du 9 au 14 mai |
|  | E1                    | Drakkar de Baie-Comeau          | 4                     | 4                           |    |                             | du 12 au 17 avril | du 12 au 17 avril | du 12 au 17 avril | du 12 au 17 avril |  |  | du 25 avril au 2 mai | du 25 avril au 2 mai | du 25 avril au 2 mai | du 25 avril au 2 mai |  |  | du 9 au 14 mai | du 9 au 14 mai | du 9 au 14 mai | du 9 au 14 mai |
|  | E1                    | Drakkar de Baie-Comeau          | 4                     | 4                           |    |                             | du 12 au 17 avril | du 12 au 17 avril | du 12 au 17 avril | du 12 au 17 avril |  |  | du 25 avril au 2 mai | du 25 avril au 2 mai | du 25 avril au 2 mai | du 25 avril au 2 mai |  |  | du 9 au 14 mai | du 9 au 14 mai | du 9 au 14 mai | du 9 au 14 mai |
|  | E8                    | Islanders de Charlottetown      | 0                     | 0                           |    |                             | du 12 au 17 avril | du 12 au 17 avril | du 12 au 17 avril | du 12 au 17 avril |  |  | du 25 avril au 2 mai | du 25 avril au 2 mai | du 25 avril au 2 mai | du 25 avril au 2 mai |  |  | du 9 au 14 mai | du 9 au 14 mai | du 9 au 14 mai | du 9 au 14 mai |
|  | E8                    | Islanders de Charlottetown      | 0                     | 0                           | E1 | Drakkar de Baie-Comeau      | 4                 | 4                 |                   |                   |  |  | du 25 avril au 2 mai | du 25 avril au 2 mai | du 25 avril au 2 mai | du 25 avril au 2 mai |  |  | du 9 au 14 mai | du 9 au 14 mai | du 9 au 14 mai | du 9 au 14 mai |
|  | du 29 mars au 3 avril |                                 |                       |                             | E1 | Drakkar de Baie-Comeau      | 4                 | 4                 |                   |                   |  |  | du 25 avril au 2 mai | du 25 avril au 2 mai | du 25 avril au 2 mai | du 25 avril au 2 mai |  |  | du 9 au 14 mai | du 9 au 14 mai | du 9 au 14 mai | du 9 au 14 mai |
|  |                       |                                 | E7                    | Titan d'Acadie-Bathurst     | 0  | 0                           |                   |                   |                   |                   |  |  | du 25 avril au 2 mai | du 25 avril au 2 mai | du 25 avril au 2 mai | du 25 avril au 2 mai |  |  | du 9 au 14 mai | du 9 au 14 mai | du 9 au 14 mai | du 9 au 14 mai |
|  | E2                    | Mooseheads d'Halifax            | E7                    | Titan d'Acadie-Bathurst     | 0  | 0                           | 0                 | 0                 |                   |                   |  |  | du 25 avril au 2 mai | du 25 avril au 2 mai | du 25 avril au 2 mai | du 25 avril au 2 mai |  |  | du 9 au 14 mai | du 9 au 14 mai | du 9 au 14 mai | du 9 au 14 mai |
|  | E2                    | Mooseheads d'Halifax            | du 12 au 17 avril     |                             |    |                             | 0                 | 0                 |                   |                   |  |  | du 25 avril au 2 mai | du 25 avril au 2 mai | du 25 avril au 2 mai | du 25 avril au 2 mai |  |  | du 9 au 14 mai | du 9 au 14 mai | du 9 au 14 mai | du 9 au 14 mai |
|  | E7                    | Titan d'Acadie-Bathurst         | 4                     | 4                           |    |                             |                   |                   |                   |                   |  |  | du 25 avril au 2 mai | du 25 avril au 2 mai | du 25 avril au 2 mai | du 25 avril au 2 mai |  |  | du 9 au 14 mai | du 9 au 14 mai | du 9 au 14 mai | du 9 au 14 mai |
|  | E7                    | Titan d'Acadie-Bathurst         | 4                     | 4                           | E1 | Drakkar de Baie-Comeau      | 4                 | 4                 |                   |                   |  |  |                      |                      |                      |                      |  |  | du 9 au 14 mai | du 9 au 14 mai | du 9 au 14 mai | du 9 au 14 mai |
|  | du 29 mars au 3 avril |                                 |                       |                             | E1 | Drakkar de Baie-Comeau      | 4                 | 4                 |                   |                   |  |  |                      |                      |                      |                      |  |  | du 9 au 14 mai | du 9 au 14 mai | du 9 au 14 mai | du 9 au 14 mai |
|  |                       |                                 | E4                    | Eagles du Cap-Breton        | 1  | 1                           |                   |                   |                   |                   |  |  |                      |                      |                      |                      |  |  | du 9 au 14 mai | du 9 au 14 mai | du 9 au 14 mai | du 9 au 14 mai |
|  | E3                    | Wildcats de Moncton             | E4                    | Eagles du Cap-Breton        | 1  | 1                           | 0                 | 0                 |                   |                   |  |  |                      |                      |                      |                      |  |  | du 9 au 14 mai | du 9 au 14 mai | du 9 au 14 mai | du 9 au 14 mai |
|  | E3                    | Wildcats de Moncton             | du 26 avril au 3 mai  |                             |    |                             | 0                 | 0                 |                   |                   |  |  |                      |                      |                      |                      |  |  | du 9 au 14 mai | du 9 au 14 mai | du 9 au 14 mai | du 9 au 14 mai |
|  | E6                    | Saguenéens de Chicoutimi        | 4                     | 4                           |    |                             |                   |                   |                   |                   |  |  |                      |                      |                      |                      |  |  | du 9 au 14 mai | du 9 au 14 mai | du 9 au 14 mai | du 9 au 14 mai |
|  | E6                    | Saguenéens de Chicoutimi        | 4                     | 4                           | E4 | Eagles du Cap-Breton        | 4                 | 4                 |                   |                   |  |  |                      |                      |                      |                      |  |  | du 9 au 14 mai | du 9 au 14 mai | du 9 au 14 mai | du 9 au 14 mai |
|  | du 29 mars au 5 avril |                                 |                       |                             | E4 | Eagles du Cap-Breton        | 4                 | 4                 |                   |                   |  |  |                      |                      |                      |                      |  |  | du 9 au 14 mai | du 9 au 14 mai | du 9 au 14 mai | du 9 au 14 mai |
|  |                       |                                 | E6                    | Saguenéens de Chicoutimi    | 0  | 0                           |                   |                   |                   |                   |  |  |                      |                      |                      |                      |  |  | du 9 au 14 mai | du 9 au 14 mai | du 9 au 14 mai | du 9 au 14 mai |
|  | E4                    | Eagles du Cap-Breton            | E6                    | Saguenéens de Chicoutimi    | 0  | 0                           | 4                 | 4                 |                   |                   |  |  |                      |                      |                      |                      |  |  | du 9 au 14 mai | du 9 au 14 mai | du 9 au 14 mai | du 9 au 14 mai |
|  | E4                    | Eagles du Cap-Breton            | du 12 au 21 avril     |                             |    |                             | 4                 | 4                 |                   |                   |  |  |                      |                      |                      |                      |  |  | du 9 au 14 mai | du 9 au 14 mai | du 9 au 14 mai | du 9 au 14 mai |
|  | E5                    | Océanic de Rimouski             | 1                     | 1                           |    |                             |                   |                   |                   |                   |  |  |                      |                      |                      |                      |  |  | du 9 au 14 mai | du 9 au 14 mai | du 9 au 14 mai | du 9 au 14 mai |
|  | E5                    | Océanic de Rimouski             | 1                     | 1                           | E1 | Drakkar de Baie-Comeau      | 0                 | 0                 |                   |                   |  |  |                      |                      |                      |                      |  |  |                |                |                |                |
|  | du 29 mars au 3 avril |                                 |                       |                             | E1 | Drakkar de Baie-Comeau      | 0                 | 0                 |                   |                   |  |  |                      |                      |                      |                      |  |  |                |                |                |                |
|  |                       |                                 | O1                    | Voltigeurs de Drummondville | 4  | 4                           |                   |                   |                   |                   |  |  |                      |                      |                      |                      |  |  |                |                |                |                |
|  | O1                    | Voltigeurs de Drummondville     | O1                    | Voltigeurs de Drummondville | 4  | 4                           | 4                 | 4                 |                   |                   |  |  |                      |                      |                      |                      |  |  |                |                |                |                |
|  | O1                    | Voltigeurs de Drummondville     |                       |                             |    |                             |                   | 4                 |                   |                   |  |  |                      |                      |                      |                      |  |  |                |                |                |                |
|  | E9                    | Sea Dogs de Saint-Jean          | 0                     | 0                           |    |                             |                   |                   |                   |                   |  |  |                      |                      |                      |                      |  |  |                |                |                |                |
|  | E9                    | Sea Dogs de Saint-Jean          | 0                     | 0                           | O1 | Voltigeurs de Drummondville | 4                 | 4                 |                   |                   |  |  |                      |                      |                      |                      |  |  |                |                |                |                |
|  | du 29 mars au 5 avril |                                 |                       |                             | O1 | Voltigeurs de Drummondville | 4                 | 4                 |                   |                   |  |  |                      |                      |                      |                      |  |  |                |                |                |                |
|  |                       |                                 | O4                    | Phœnix de Sherbrooke        | 2  | 2                           |                   |                   |                   |                   |  |  |                      |                      |                      |                      |  |  |                |                |                |                |
|  | O2                    | Huskies de Rouyn-Noranda        | O4                    | Phœnix de Sherbrooke        | 2  | 2                           | 4                 | 4                 |                   |                   |  |  |                      |                      |                      |                      |  |  |                |                |                |                |
|  | O2                    | Huskies de Rouyn-Noranda        | du 12 au 19 avril     |                             |    |                             | 4                 | 4                 |                   |                   |  |  |                      |                      |                      |                      |  |  |                |                |                |                |
|  | O7                    | Olympiques de Gatineau          | 1                     | 1                           |    |                             |                   |                   |                   |                   |  |  |                      |                      |                      |                      |  |  |                |                |                |                |
|  | O7                    | Olympiques de Gatineau          | 1                     | 1                           | O1 | Voltigeurs de Drummondville | 4                 | 4                 |                   |                   |  |  |                      |                      |                      |                      |  |  |                |                |                |                |
|  | du 29 mars au 3 avril |                                 |                       |                             | O1 | Voltigeurs de Drummondville | 4                 | 4                 |                   |                   |  |  |                      |                      |                      |                      |  |  |                |                |                |                |
|  |                       |                                 | O3                    | Tigres de Victoriaville     | 1  | 1                           |                   |                   |                   |                   |  |  |                      |                      |                      |                      |  |  |                |                |                |                |
|  | O3                    | Tigres de Victoriaville         | O3                    | Tigres de Victoriaville     | 1  | 1                           | 4                 | 4                 |                   |                   |  |  |                      |                      |                      |                      |  |  |                |                |                |                |
|  | O3                    | Tigres de Victoriaville         |                       |                             |    |                             |                   | 4                 |                   |                   |  |  |                      |                      |                      |                      |  |  |                |                |                |                |
|  | O6                    | Cataractes de Shawinigan        | 0                     | 0                           |    |                             |                   |                   |                   |                   |  |  |                      |                      |                      |                      |  |  |                |                |                |                |
|  | O6                    | Cataractes de Shawinigan        | 0                     | 0                           | O2 | Huskies de Rouyn-Noranda    | 1                 | 1                 |                   |                   |  |  |                      |                      |                      |                      |  |  |                |                |                |                |
|  | du 29 mars au 9 avril |                                 |                       |                             | O2 | Huskies de Rouyn-Noranda    | 1                 | 1                 |                   |                   |  |  |                      |                      |                      |                      |  |  |                |                |                |                |
|  |                       |                                 | O3                    | Tigres de Victoriaville     | 4  | 4                           |                   |                   |                   |                   |  |  |                      |                      |                      |                      |  |  |                |                |                |                |
|  | O4                    | Phœnix de Sherbrooke            | O3                    | Tigres de Victoriaville     | 4  | 4                           | 4                 | 4                 |                   |                   |  |  |                      |                      |                      |                      |  |  |                |                |                |                |
|  | O4                    | Phœnix de Sherbrooke            |                       |                             |    |                             |                   | 4                 |                   |                   |  |  |                      |                      |                      |                      |  |  |                |                |                |                |
|  | O5                    | Armada de Blainville-Boisbriand | 3                     | 3                           |    |                             |                   |                   |                   |                   |  |  |                      |                      |                      |                      |  |  |                |                |                |                |
|  | O5                    | Armada de Blainville-Boisbriand | 3                     | 3                           |    |                             |                   |                   |                   |                   |  |  |                      |                      |                      |                      |  |  |                |                |                |                |
|  |                       |                                 |                       |                             |    |                             |                   |                   |                   |                   |  |  |                      |                      |                      |                      |  |  |                |                |                |                |

## Équipes d'étoiles
La ligue sélectionne trois équipes d'étoiles dont une pour les recrues.

### Première équipe
- Gardien de but : William Rousseau, Huskies de Rouyn-Noranda
- Défenseur : Vsevolod Komarov, Voltigeurs de Drummondville et Remparts de Québec
- Défenseur : Pier-Olivier Roy, Tigres de Victoriaville
- Attaquant : Mathieu Cataford, Mooseheads d'Halifax
- Attaquant : Justin Gill, Drakkar de Baie-Comeau
- Attaquant : Antonin Verreault, Huskies de Rouyn-Noranda

### Deuxième équipe
- Gardien de but : Mathis Rousseau, Mooseheads d'Halifax
- Défenseur : Maveric Lamoureux, Voltigeurs de Drummondville
- Défenseur : Jérémy Langlois, Huskies de Rouyn-Noranda
- Attaquant : Justin Poirier, Drakkar de Baie-Comeau
- Attaquant : Markus Vidicek, Mooseheads d'Halifax
- Attaquant : Israël Mianscum, Phœnix de Sherbrooke

### Équipes des recrues
- Gardien de but : Jakub Milota, Eagles du Cap-Breton
- Défenseur : Xavier Villeneuve, Armada de Blainville-Boisbriand
- Défenseur : Alex Huang, Saguenéens de Chicoutimi
- Attaquant : Caleb Desnoyers, Wildcats de Moncton
- Attaquant : Raoul Boilard, Drakkar de Baie-Comeau
- Attaquant : Émile Guité, Saguenéens de Chicoutimi

## Trophées
Cinq récompenses collectives et vingt-et-une individuelles sont décernées.

### Récompenses collectives
- Trophée Gilles-Courteau (champions des séries éliminatoires) : Voltigeurs de Drummondville
- Trophée Jean-Rougeau (champions de la saison régulière) : Drakkar de Baie-Comeau[8]
- Trophée Robert-Lebel (meilleure moyenne de buts encaissés) : Drakkar de Baie-Comeau[8]
- Trophée Luc-Robitaille (plus grand nombre de buts marqués) : Voltigeurs de Drummondville[8]
- Trophée Jean-Sawyer (meilleur marketing) : Tigres de Victoriaville

### Récompenses individuelles
- Trophée Michel-Brière (meilleur joueur) : Mathieu Cataford, Mooseheads d'Halifax
- Trophée Jean-Béliveau (meilleur pointeur) : Antonin Verreault, Huskies de Rouyn-Noranda[8]
- Trophée Guy-Lafleur (meilleur joueur des séries éliminatoires) : Vsevolod Komarov, Voltigeurs de Drummondville
- Trophée Jacques-Plante (meilleure moyenne de buts encaissés) : William Rousseau, Huskies de Rouyn-Noranda[8]
- Trophée Émile-Bouchard (défenseur de l'année) : Vsevolod Komarov, Voltigeurs de Drummondville
- Trophée Michael-Bossy (meilleur espoir) : Maxim Massé, Saguenéens de Chicoutimi
- Trophée Michel-Bergeron (recrue offensive de l'année) : Émile Guité, Saguenéens de Chicoutimi[9]
- Trophée Raymond-Lagacé (recrue défensive de l'année) : Xavier Villeneuve, Armada de Blainville-Boisbriand[10]
- Recrue de l'année (meilleure recrue) : Émile Guité, Saguenéens de Chicoutimi
- Trophée Frank-J.-Selke (joueur le plus gentilhomme) : Preston Lounsbury, Wildcats de Moncton
- Trophée Marcel-Robert (meilleur étudiant) : Alexis Morin, Saguenéens de Chicoutimi
- Trophée Paul-Dumont (personnalité de l'année) : Émile Chouinard, Drakkar de Baie-Comeau et Jacob Newcombe, Eagles du Cap-Breton
- Trophée John-Horman (administrateur de l'année) : Jean-Philippe Bérubé, Océanic de Rimouski
- Trophée Ron-Lapointe (meilleur entraîneur) : Jean-François Grégoire, Drakkar de Baie-Comeau
- Joueur humanitaire de l'année (plus grande implication dans la communauté) : Marcus Kearsey, Islanders de Charlottetown
- Trophée Kevin-Lowe (meilleur défenseur défensif) : Mikaël Diotte, Voltigeurs de Drummondville
- Trophée Guy-Carbonneau (meilleur attaquant défensif) : Félix Gagnon, Drakkar de Baie-Comeau
- Trophée Maurice-Filion (directeur général de l'année) : Jean-François Grégoire, Drakkar de Baie-Comeau
- Trophée Denis-Arsenault (conseiller pédagogique de l'année) : Isabelle Martin, Huskies de Rouyn-Noranda
- Trophée Patrick-Roy (meilleur gardien) : William Rousseau, Huskies de Rouyn-Noranda
- Trophée Mario-Lemieux (meilleur buteur) : Justin Poirier, Drakkar de Baie-Comeau[8]